# چشم سوم

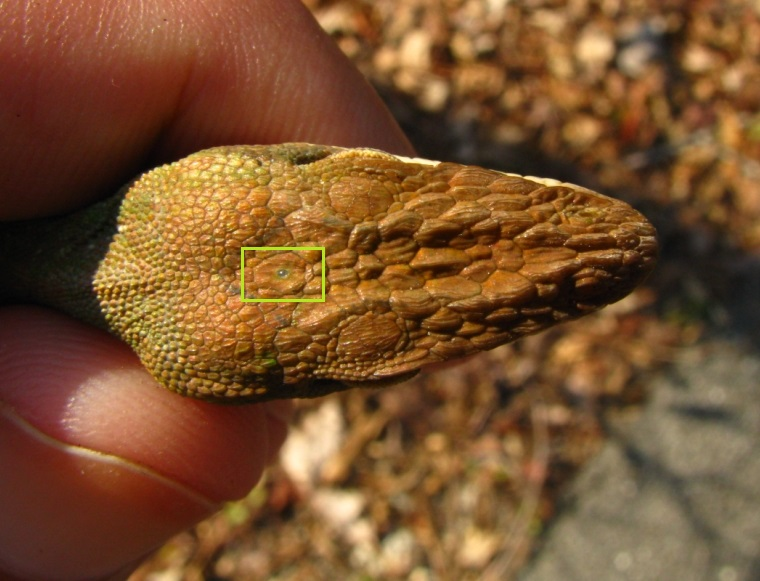
چشم سوم این آنول سبز به شکل یک بیضی خاکستری در بالای سر او دیده می‌شود.

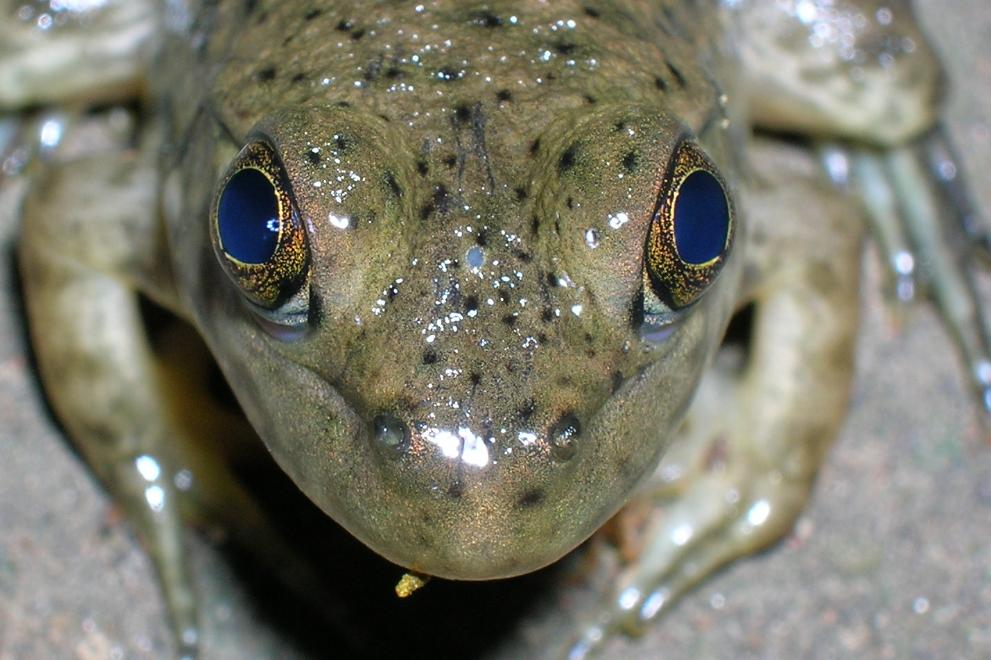
چشم سوم این گاوغوک آمریکایی بیضی خاکستری کوچک بین دو چشم عادی اوست.

چشم سوم یکی از اندام‌های حسی برخی جانوران ازجمله مارمولک‌ها است. چشم سوم از نظر کالبدشناسی بسیار ابتدایی تر از چشم انسان یا چشم مرکب حشرات است. چشم سوم در بیشتر موارد تنها چند لایه فلسی است که یاخته‌های حساسی در خود دارند. به این خاطر چشم سوم تنها قادر است تغییرات عمده در شدت نور محیط را حس کند. کارکرد چشم سوم احتمالاً این است که نزدیک شدن پرندگان شکاری یا مارهایی که از بالای سر می‌آیند را تشخیص دهد.
به چشم سوم، چشم آهیانه parietal eye و چشم صنوبری pineal eye نیز گفته‌اند. چشم سوم بخشی از epithalamus است و با غده صنوبری مرتبط است و در تنظیم ساعت زیستی و تولید هورمون برای تنظیم دمایی نقش دارد.